# Lista Schindlera

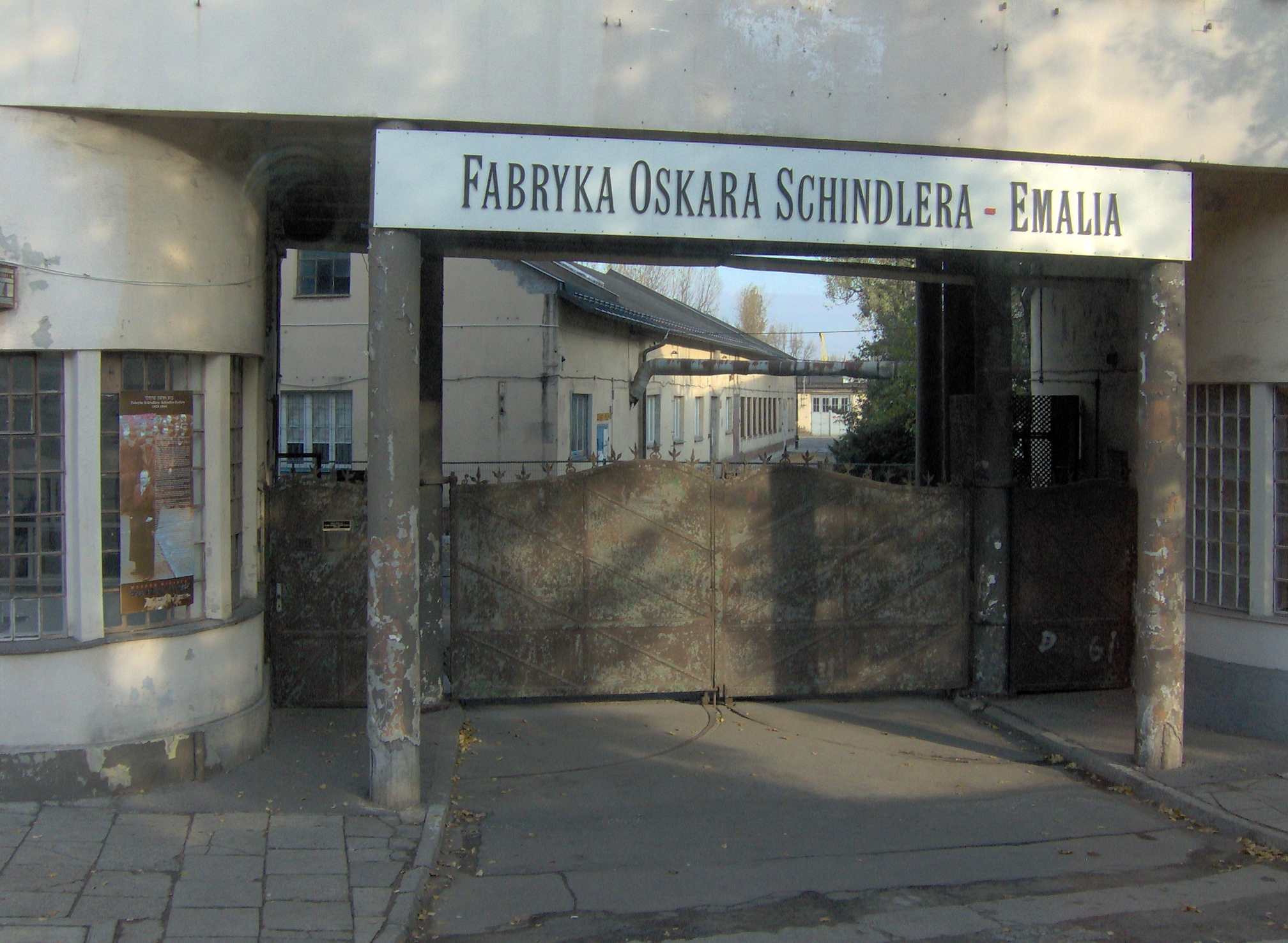
Fabryka Schindlera w Krakowie, 2006

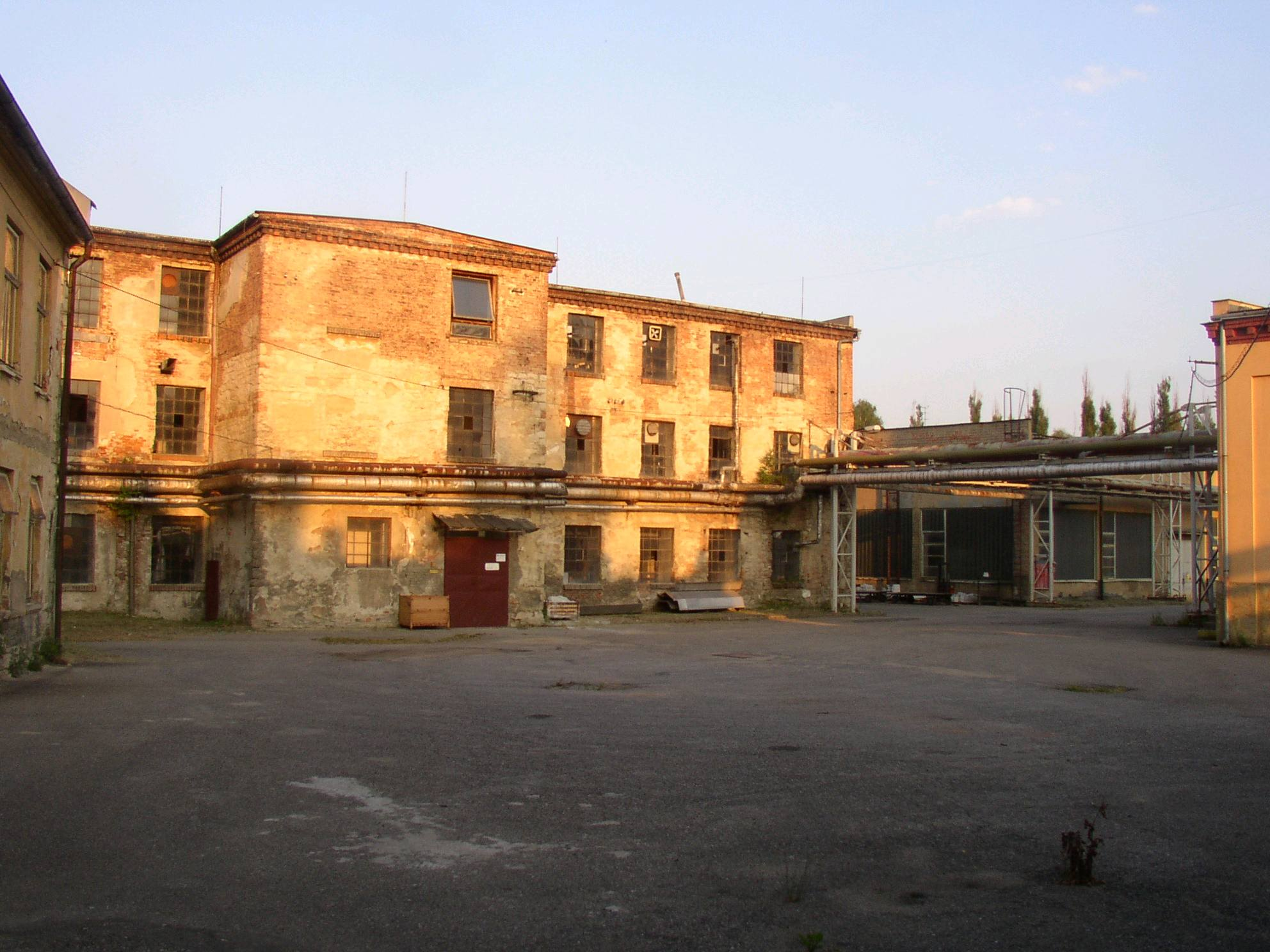
Fabryka Schindlera w Brněnec, 2004

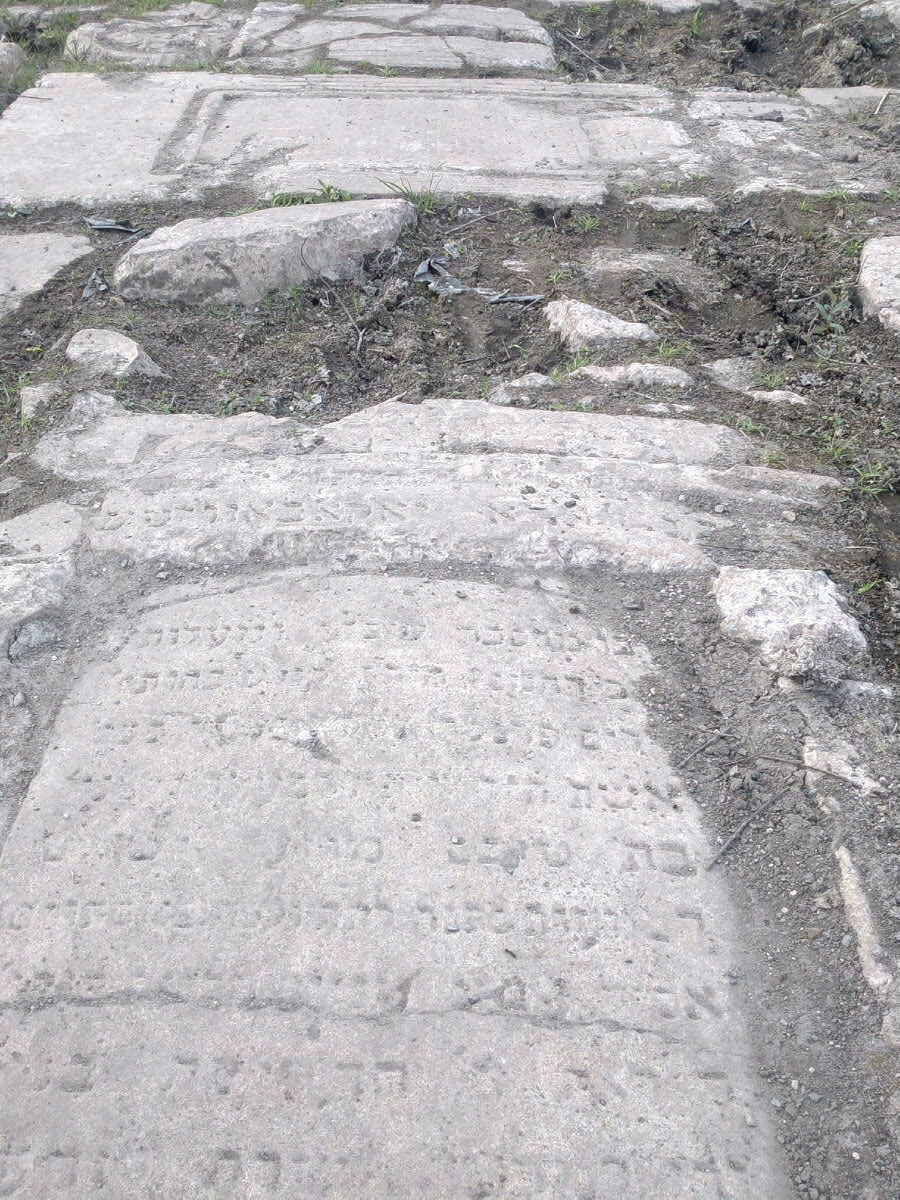
Droga z macew, pozostałości scenografii do filmu w kamieniołomie Liban w Krakowie (2013)

Lista Schindlera (ang. Schindler’s List) – amerykański dramat wojenny z 1993 roku, w reżyserii Stevena Spielberga powstały na podstawie książki Thomasa Keneally’ego Schindler’s Ark (Arka Schindlera). Film oparty jest na faktach i opowiada o wydarzeniach z czasów II wojny światowej, których głównym bohaterem jest Oskar Schindler – niemiecki przemysłowiec, który uratował ponad tysiąc Żydów.
W roku 1995, w stulecie narodzin kina, obraz Spielberga znalazł się na watykańskiej liście 45 filmów fabularnych, które propagują szczególne wartości religijne, moralne lub artystyczne.

## Fabuła

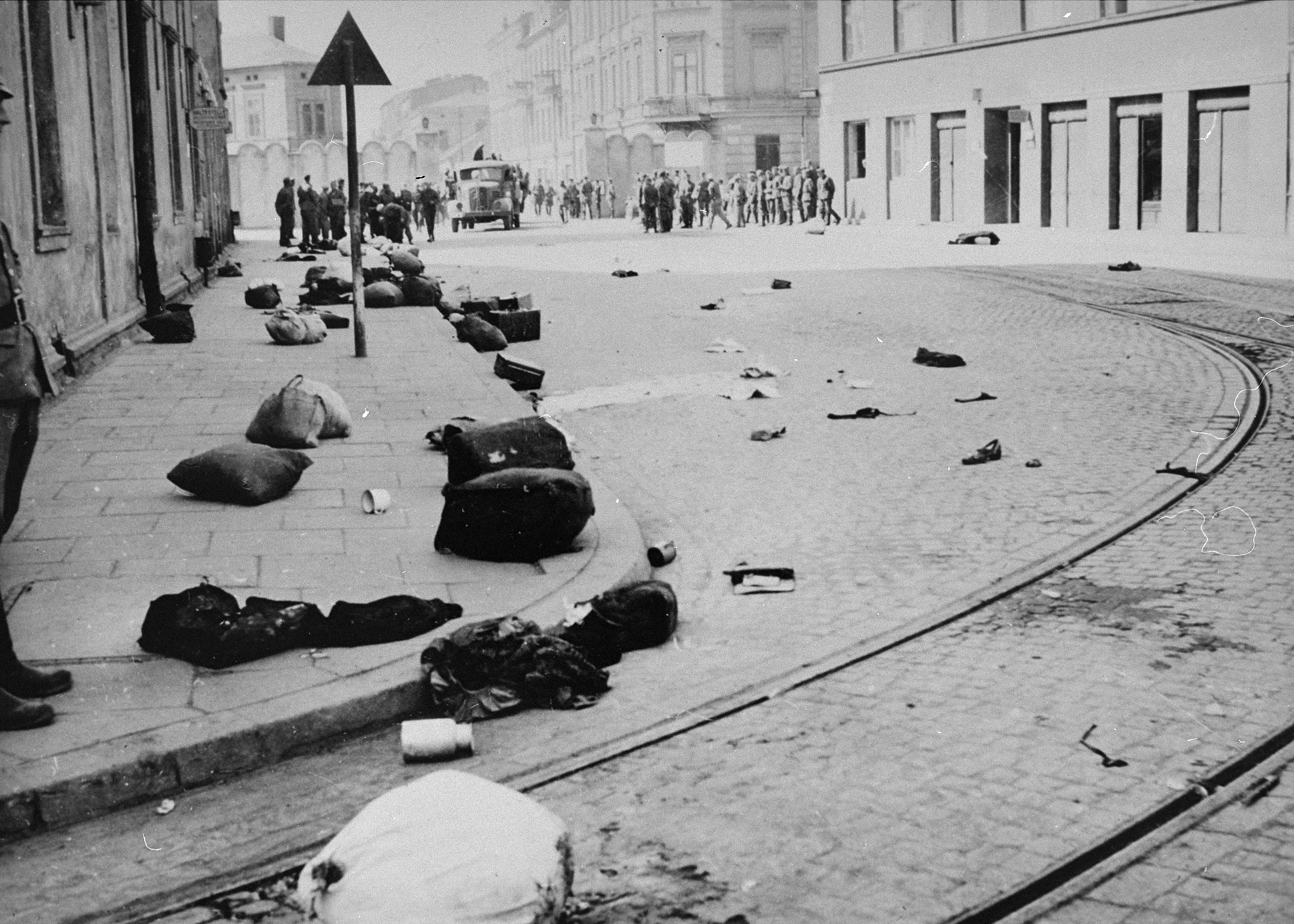
Ulice Krakowa po likwidacji getta z pozostawionymi bagażami deportowanych Żydów

Oskar Schindler, niemiecki przedsiębiorca, przyjeżdża do okupowanego Krakowa i tam zakłada fabrykę emaliowanych naczyń (Deutsche Emailwarenfabrik – D.E.F.). Darmową siłę roboczą stanowią okoliczni Żydzi, zmuszani do ciężkiej pracy przez niemieckich okupantów. Majątek Schindlera powiększa się, a on sam zyskuje poklask i szacunek w Krakowie, szczególnie u niemieckich oficerów. Pogarsza się natomiast sytuacja Żydów. W 1942 roku wchodzi w życie plan Endlösung, czyli „ostatecznego rozwiązania kwestii żydowskiej”. Krakowskie getto jest stopniowo likwidowane, a ludzie wywożeni są do obozu Konzentrationslager Plaszow bei Krakau w krakowskim Płaszowie, gdzie zdolni do pracy będą musieli pracować, a na pozostałych – kobiety, dzieci, starszych – czeka śmierć. Schindler, widząc ten dramat, postanawia uratować Żydów od zagłady, wykupując ludzi uznanych za nieprzydatnych do pracy jako pracowników do swojej fabryki.

## Obsada
- Liam Neeson – Oskar Schindler
- Ben Kingsley – Itzhak Stern(inne języki)
- Ralph Fiennes – Amon Göth
- Caroline Goodall – Emilie Schindler
- Jonatan Segal – Poldek Pfefferberg(inne języki)
- Embeth Davidtz – Helen Hirsch
- Małgorzata Gebel – Victoria Klonowska
- Ezra Dagan(inne języki) – rabin Menasha Levartov
- Shmulik Levi(inne języki) – Wilek Chilowicz
- Mark Ivanir(inne języki) – Marcel Goldberg
- Beatrice Macola(inne języki) – Ingrid
- Magdalena Komornicka – dziewczyna Amona Götha
- Anna Mucha – Danka Dresner
- Andrzej Seweryn – Julian Scherner
- Friedrich von Thun – Rolf Czurda
- Henryk Bista – Lowenstein
- Daniel Del-Ponte - Josef Mengele
- Olaf Lubaszenko – strażnik w Oświęcimiu
- Dominika Bednarczyk – dziewczyna w getcie
- Maja Ostaszewska – wariatka
- Jerzy Nowak – inwestor
- Edward Linde-Lubaszenko – ksiądz w Brünnlitz
- Agnieszka Krukówna – dziewczyna Czurdy
- Tadeusz Huk – gestapowiec w Brünnlitz
- Maciej Kozłowski – strażnik SS w Zabłociu
- Katarzyna Śmiechowicz – Niemka
- Stanisław Brejdygant – strażnik w fabryce Schindlera
- Jan Jurewicz – oficer radziecki
- Beata Nowak – Rebecca Tannenbaum
- Ryszard Radwański – farmaceuta Tadeusz Pankiewicz
- Beata Rybotycka – piosenkarka w klubie
- Beata Paluch – Manci Rosner
- Paweł Deląg – Dolek Horowitz
- Ewa Kolasińska – szalona Żydówka
- Tomasz Dedek – gestapowiec
- Adam Siemion – Adam Levy
- Krzysztof Litwin – restaurator
- Wiesław Komasa – strażnik SS w Płaszowie
- Sławomir Holland – agent gestapo
- Piotr Warzecha – młody SS-mann
- Jochen Nickel – Wilhelm Kunde
- Piotr Cyrwus – ukraiński strażnik

## Ekipa
- Reżyseria – Steven Spielberg
- Scenariusz – Steven Zaillian
  - na podstawie książki Thomasa Keneally’ego Arka Schindlera
- Zdjęcia – Janusz Kamiński
- Muzyka – John Williams
- Scenografia – Allan Starski
- Montaż – Michael Kahn
- Kostiumy – Anna Biedrzycka-Sheppard
- Dekoracja wnętrz – Ewa Braun
- Dyrektor artystyczny – Ewa Skoczkowska
- Dyrektor artystyczny – Maciej Walczak
- Charakteryzacja – Waldemar Pokromski
- Producent wykonawczy – Kathleen Kennedy
- Produkcja – Branko Lustig, Gerald R. Molen, Steven Spielberg
- Koprodukcja – Lew Rywin

## Nagrody i nominacje (wybrane)
Oscary za rok 1993
- Najlepszy film – Steven Spielberg, Gerald R. Molen, Branko Lustig
- Najlepsza reżyseria – Steven Spielberg
- Najlepszy scenariusz adaptowany – Steven Zaillian
- Najlepsze zdjęcia – Janusz Kamiński
- Najlepsza scenografia i dekoracje wnętrz – Allan Starski, Ewa Braun
- Najlepsza muzyka – John Williams
- Najlepszy montaż – Michael Kahn
- Najlepsze kostiumy – Anna Biedrzycka-Sheppard (nominacja)
- Najlepszy dźwięk – Andy Nelson, Steve Pederson, Scott Millan, Ron Judkins (nominacja)
- Najlepsza charakteryzacja – Christina Smith, Matthew W. Mungle, Judith A. Cory
- Najlepszy aktor – Liam Neeson (nominacja)
- Najlepszy aktor drugoplanowy – Ralph Fiennes (nominacja)

Złote Globy 1993
- Najlepszy dramat
- Najlepsza reżyseria – Steven Spielberg
- Najlepszy scenariusz – Steven Zaillian
- Najlepsza muzyka – John Williams (nominacja)
- Najlepszy aktor dramatyczny – Liam Neeson (nominacja)
- Najlepszy aktor drugoplanowy – Ralph Fiennes (nominacja)

Nagrody BAFTA 1993
- Najlepszy film – Steven Spielberg, Gerald R. Molen, Branko Lustig
- Nagroda Im. Davida Leana za najlepszą reżyserię – Steven Spielberg
- Najlepszy scenariusz adaptowany – Steven Zaillian
- Najlepsze zdjęcia – Janusz Kamiński
- Najlepsza muzyka – John Williams
- Najlepszy montaż – Michael Kahn
- Najlepszy aktor drugoplanowy – Ralph Fiennes
- Najlepsza scenografia – Allan Starski (nominacja)
- Najlepsze kostiumy – Anna Biedrzycka-Sheppard (nominacja)
- Najlepszy dźwięk – Charles L. Campbell, Louis L. Edemann, Robert Jackson, Ron Judkins, Andy Nelson, Steve Pederson, Scott Millan (nominacja)
- Najlepsza charakteryzacja – Christina Smith, Matthew W. Mungle, Judith A. Cory, Waldemar Pokromski (nominacja)
- Najlepszy aktor – Liam Neeson (nominacja)
- Najlepszy aktor drugoplanowy – Ben Kingsley (nominacja)

MTV Movie Awards 1994
- Najlepszy film (nominacja)
- Najbardziej przełomowa rola – Ralph Fiennes (nominacja)

## Ograniczenia wiekowe
W większości krajów film jest dostępny dla młodzieży powyżej 12–16 lat. W filmie występują sceny przemocy, zabójstw. Ponadto w wielu scenach Żydzi są zmuszani do rozbierania. W filmie występują sceny seksu.